# Paulo Jamelli
Paulo Jamelli (São Paulo, 22 juli 1974) is een voormalig Braziliaans voetballer.

## Braziliaans voetbalelftal
Paulo Jamelli debuteerde in 1996 in het Braziliaans nationaal elftal en speelde 5 interlands, waarin hij 2 keer scoorde.